# Farmernadrág
Az eredeti farmernadrág egy bizonyos fajta sávolykötésű pamutszövetből, a denimből (magyarul: farmerszövetből) készül, jellemzően kék színű. A magyaron kívül finnül és szerbül is farmernek nevezik; számos nyelvben ezzel szemben átvették az amerikai jeans [dʒiːnz] elnevezést, esetleg az adott nyelvben alkalmazott kiejtés szerinti átírással, vagy valami más szóval jelölik, aminek jelentése többnyire „cowboynadrág”, vagy erre utaló más kifejezés (pl. „texas”).
A farmernadrág eredete a 19. századra nyúlik vissza, amikor a '70-es évektől az Egyesült Államok nyugati partján munkaruhaként kezdték hordani, de a 20. század második felében – az 1960–70-es évektől – már divatcikk lett és más ruhadarabokat (szoknyákat, női ruhákat, zakó- vagy dzsekiszerű kabátokat), sőt cipőfelsőrészt, táskát stb. is készítettek a farmerszövetből. Ma a szabadidő-ruházat és a hétköznapi viselet szerves részét képezi.
Az eredeti gyártótól, a Levi's-től fennmaradt legrégebbi farmernadrág az 1880-as években készült, és 1998-ban egy ásatásnál került elő Nevadában.

## Története[2]

### A kezdetek
A ma farmernadrág néven ismert ruhadarabot eredeti formájában egy favágó megrendelésére Jacob Davis szabómester készítette 1870-ben, aki az ehhez szükséges erős pamutszövetet Levi Strauss San Franciscó-i méteráru-kereskedőtől vásárolta meg. Annak érdekében, hogy a rávarrott zsebek minél erősebben tartsanak, Davis a sarkaikat szegecsekkel erősítette meg. A nadrágnak a munkások körében olyan nagy sikere volt, hogy egyre több megrendelést kapott rá. Készítésükhöz fehér vitorlavászon-szövetet és kék színű erős vásznat használt, ezeket mindig Strausstól szerezte be. A sikeren felbuzdulva Davis San Franciscóba költözött, társult Strauss-szal és 1873-ban szabadalmaztatták a nadrág kialakítását, különös tekintettel a zsebek szegecses megerősítésére. A kereslet főleg a kék nadrágok iránt mutatkozott, így ez terjedt el „Levi’s” néven (magyarul: Levié, Levi terméke, kiejtése helyesen: [ˈlivaɪz]). Kezdetben Straussék Európából vásárolták a szövetet, később egy amerikai gyár, az Amoskeag volt az állandó szállítójuk.
A farmernadrág amerikai megjelenése előtt 22 évvel, Magyarországon már sorozatban gyártottak olyan nadrágot, amely a mai értelemben vett farmernadrághoz hasonló volt. 1848-ban olaszok dolgoztak a szegedi várban. Vitorlavásznat gyártottak, amit kékre festettek, és ebből varrtak erős nadrágot a katonáknak.

### A szövet

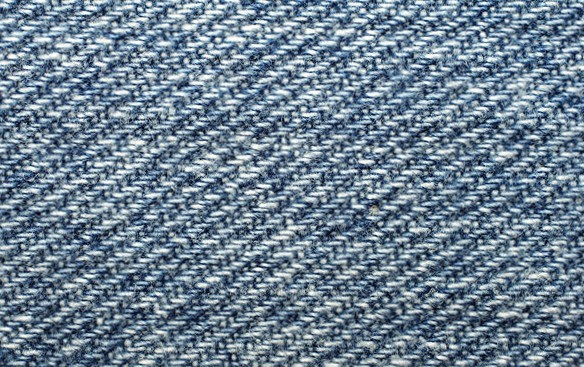
Indigókék farmerszövet

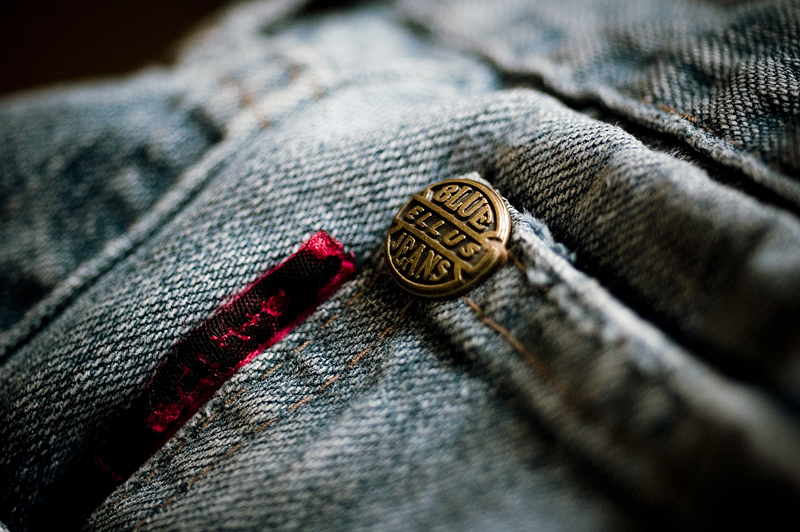
Farmernadrágon alkalmazott rézszegecs a zseb sarkán

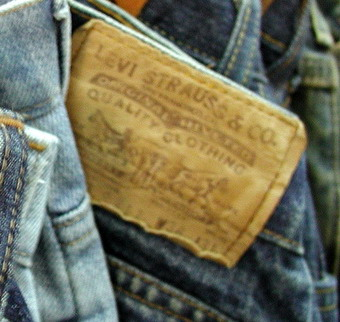
Levi’s bőrcímke

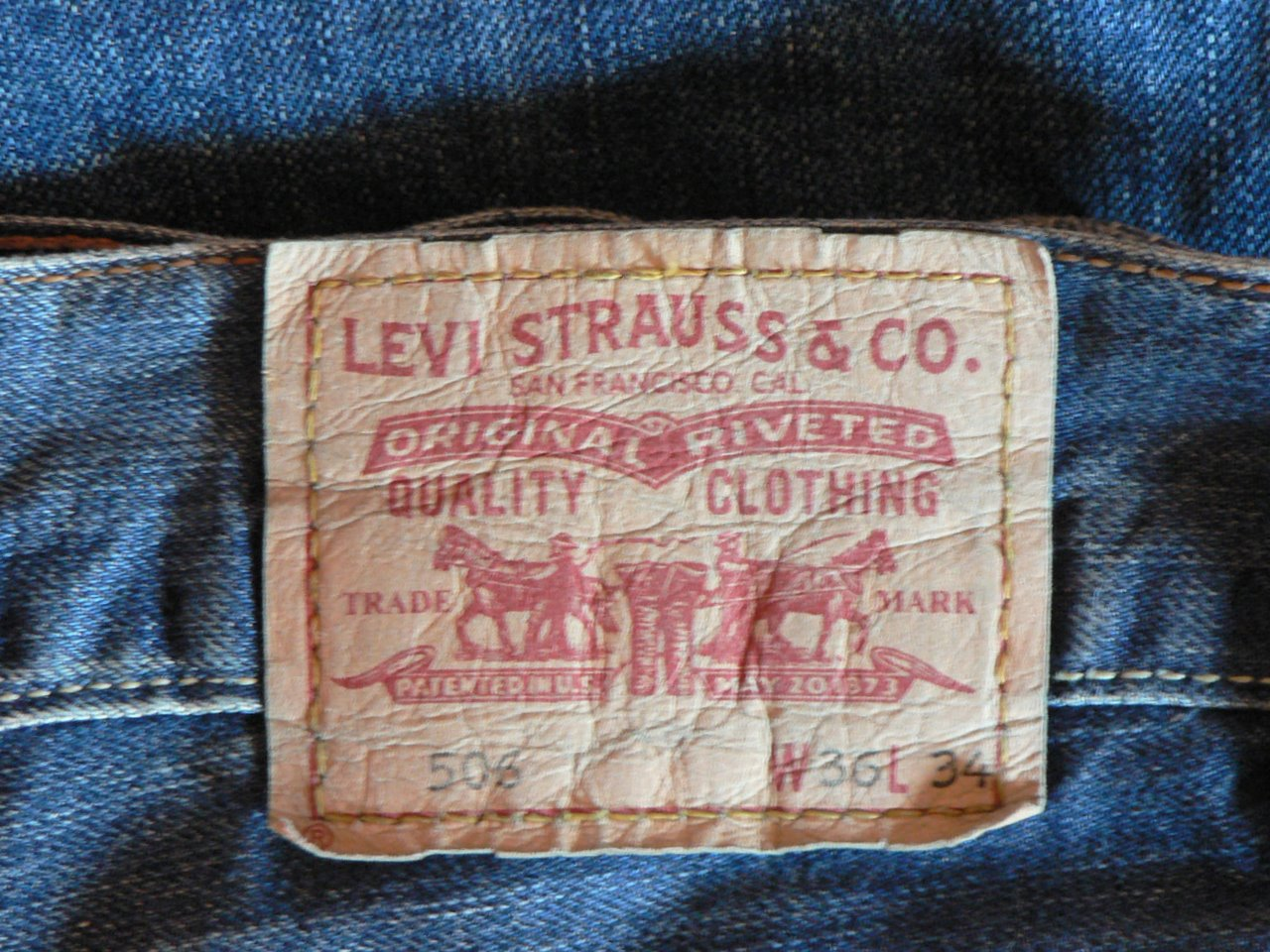
Az 1936-tól használatos piros Levi’s címke

A nadrágok később „denim”-nek nevezett anyagát már a 16. században is ismerték Európában. Franciaországban, Nîmes városában „serge de Nîmes” (ejtsd: szerzs dö nim) néven gyártották és Angliában is ismert volt ezen a néven. Minden bizonnyal ebből ered a nadrághoz használt szövet elnevezése. Ez eredetileg nyersfehér fonalakból készült sűrű szövésű, sávolykötésű szövet volt, amit utólag színeztek. A Levi Strauss által kezdetben használt denim barna színű volt, csak később tért át a kékre.
Egy másik szövet, amit Levi Strauss a nadrágokhoz használt, az olaszországi Chieriben készült és a genovai (angolosan: Genoa [dʒɛːnoa]) kikötőben tették hajóra, hogy Amerikába szállítsák. A feltételezések szerint e kikötőváros nevének eltorzult formája a „jean” [dʒiːn].
A denimből erősebb, tartósabb, az egyszínű jeanből olcsóbb munkaruhákat készítettek. Később a jean vesztett népszerűségéből, de neve átszállt a kék denimből készült termékekre is („blue jeans” [blu: dʒiːnz], azaz kék jeans) formában.
A Levi’s nadrágok denimszövete fehér vetülék- és indigóval kékre színezett láncfonalakból, sávolykötésben készült. Fontos ismertetőjelük volt még a szegecsek alkalmazása, majd 1886-tól kezdődően a barna bőrcímke, ill. 1936-ban bevezetett piros címke is.

### Konkurencia
A Levi Strauss & Co. legfőbb versenytársa a H. D. Lee cég volt, amelyet Paul David Lee alapított 1889-ben. A Lee 1913-ban „Union All” néven egybeszabott munkaruhával (kezeslábassal) jelent meg a piacon, amit a „blue jeans”-hez hasonló szövetből készített.

### A farmer a 20. században
A farmernadrág a 20. század közepéig munkaruha volt, amiben az amerikai gyárakban nők és férfiak egyaránt dolgoztak. Viselték a farmerek és a cowboyok is. A férfiakén elöl, a nőkén a jobb oldalon volt a hasíték. Az 1930-as években John Wayne, Gary Cooper és mások westernfilmjeikben mint a szabadság és függetlenség jelképét viselték.
Az 1950-es években az amerikai kamaszok és fiatal felnőttek kedvelt viseletévé vált, amivel a megszokott konvencionális öltözködéssel szembeni ellenállásukat, a szabályok elleni lázadásukat akarták kifejezni, olyan mértékben kiváltva ezzel az idősebb generáció ellenszenvét, hogy sok színházba, elegáns étterembe be se engedték a farmernadrágot viselő személyeket. Hordták tiltakozásul a fajüldözés ellen, volt a szegények és gazdagok közti ellentét, aztán a hippimozgalom vietnámi háborúval való szembefordulásának jelképe is; végül a fiatalok körében hódító új könnyűzenei irányzat: a rock szimbólumává vált. James Dean, Marlon Brando és Elvis Presley megjelenései farmernadrágban egyaránt népszerűsítette ezt a ruhadarabot. A hippik farmernadrágjaikat saját készítésű virágmintákkal és békejelekkel díszítették. Az 1960-as évek végére az a nyugati kultúrában már elfogadottabbá vált ez a viselet, Európába is eljutott és hamar nagyon népszerűvé vált. Az 1970-es évekre már széles körben elterjedt, mint szabadidő-öltözet. Az 1980–1990-es években fedezték fel a divattervezők is és jelent meg a denim, mint alapanyag Calvin Klein, Giorgio Armani, Versace és mások kollekciójában.
Mára a farmernadrág ugyan hétköznapi ruházattá vált, de jelentős mértékben át is alakult. Mind anyagában, mind formai kivitelezésében sokféle változatával találkozunk, ma már messze nem csak a hagyományos farmerszövetből készül, hanem annak korszerűsített változataiból is (pl. elasztánfonallal vagy nagy rugalmasságú, terjedelmesített poliamidfonallal rugalmassá tett változatban), és nem is mindig a klasszikus kék színben. Viselik nők, férfiak és gyermekek, minden korosztály. Bár a Levi Strauss és a Lee cég ma is létezik, és termékeik nagyon kedveltek is, rajtuk kívül még igen sok cég gyárt farmernadrágot és farmerszövetből készült egyéb termékeket. A farmernadrágok hallatlan népszerűsége vezetett oda, hogy nagyon sok ruhagyár kezdett foglalkozni ezzel a termékkel, kialakítva saját fazon-specialitásaikat. Nem egy közülük világmárkává nőtte ki magát (Diesel, Lee Cooper, Levi's, Mustang, Wrangler stb.) és szinte státuszszimbólum volt (sőt a fiatalok körében sokszor még ma is az) kifejezetten ezek „farmerjeit” keresni és hordani.
A legújabb fejlesztések közé tartozik az a farmernadrág, amelynek nyersanyag-összetétele 96% pamut és 4% Dyneema®. Ez az utóbbi szálasanyag nagyon nagy molekulasúlyú polietilénből áll, és rendkívül erős. Ennek következtében az így készült farmerszövet nagyon nagy teherbírású és kopásállóságú, ami alkalmassá teszi például motorosok sportruházatainak készítésére.
Napjainkban a világon évente mintegy két és fél milliárd méter farmeranyagot dolgoznak fel. A legnagyobb gyártó kapacitás Kínában van (mintegy 6000 gyártó cég), a kínai farmerruházat exportja meghaladja a világ össztermelésének 50%-át. Az Európai Unió a legtöbb farmernadrágot Indiából, Bangladesből és Törökországból importálja, 2003-ban ezek összmennyisége 94 millió darab volt.

## A farmergyártás technológiája[2]

### A farmerszövet gyártása

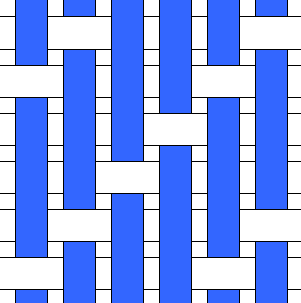
Farmerszövet szerkezete (3/1 sávoly)

A hagyományos farmerszövet (denim) pamutszövet, fehér vetülék- és indigókékre színezett láncfonalakból, sávolykötésben készül. A fonal színezését kezdetben természetes indigóval végezték, később azonban áttértek a mesterséges úton előállított (szintetikus) indigószínezék használatára.
A farmerszöveteknek mára különféle felhasználási célokra sokféle fajtáját fejlesztették ki (lásd az alábbi táblázatot).
| Kategória                          | Területi sűrűség (g/m²) | Felhasználási terület                                   |
| ---------------------------------- | ----------------------- | ------------------------------------------------------- |
| Vékony, nagyon könnyű farmerszövet | 150–250                 | Ingek, nyári szoknyák, öltözék-kiegészítők              |
| Könnyű farmerszövet                | 270–325                 | Nyári gyermekruhák                                      |
| Könnyű, nyári farmerszövet         | 340–390                 | Nyári női ruhák                                         |
| Szokványos farmerszövet            | 400–500                 | Férfinadrágok, nehéz női ruhaanyagok                    |
| Nehéz farmerszövet                 | >510                    | Nehéz, téli viselethez, különösen rusztikus modellekhez |

A ma gyártott farmerszövetek megtartották ugyan a hagyományos konstrukciót, de nyersanyag-összetételükben, kikészítésükben és színeikben is sokkal nagyobb változatosságot képviselnek. Egyes gyártók a szövet kötésmódját is módosítják, azaz eltérnek a hagyományos egyszerű 3/1-es sávolykötéstől, ezáltal tartósabb, vagy más karakterű szövetet állítanak elő. Megjelentek a vízálló, teflonnal vagy szilikonnal kezelt farmerszövetek téli sportruházati cikkekhez, a hagyományos pamutot egyes típusoknál (ingek, blúzok, könnyű szoknyák és ruhák célját szolgáló farmerszövetek esetében) felváltotta a modál- vagy a lyocell-szál. Újabban megjelent a „biofarmer” is, amelyet úgy hirdetnek, mint amit 100%-ban biopamutból gyártanak, a színezése is környezetbarát színezékekkel történik, kókuszdióhéjból készült gombok vannak rajta és hiányoznak róla a fémszegecsek, mert a gombokból és szegecsekből kioldódó nikkel allergiás kontakt dermatitiszt okozhat. A nagyon testre simuló nadrágok készítésére szolgáló farmerszövetekben rugalmas terjedelmesítésű poliamidfonalat vagy elasztánfonalat is beszőnek (SkinnyJeans), a túl szoros farmernadrág viselése azonban egészségtelen lehet. Jellegzetes kikészítési eljárás az ún. kőmosás, amelynél a szövet kikészítési folyamatába beillesztett enzimes mosás során a kifejezetten e célra szerkesztett mosógépbe horzsakő-darabokat tesznek, amelyek egyenetlenül koptatják a szövet felületét. A vegyi gyárak azonban kidolgoztak olyan színezékeket is, amelyek valódi horzsakővel történő kezelés nélkül is – jelentős költségmegtakarítást eredményezve – hasonló esztétikai hatást eredményeznek a szöveten. Ezeken kívül számos egyéb felületmódosító kikészítési eljárást is alkalmaznak, aszerint, hogy a mindenkori divat milyen hatásokat igényel.
A Levi's cég 2013-ban bevezette a Dyneema(en)  szálakkal erősített farmerszövetből készült termékét. A 96% pamutból és 4% Dyneemából készült szövet 2,5-szer nagyobb kopásállóságú és 25%-kal erősebb, mint a hagyományos, 100% pamutból készült Levi's 501 farmerszövet.
A Consumer Research & Testing kutatása szerint farmernadrágok előállítása során a dolgozókat – az elégtelen munkavédelmi körülmények és a helyenként alkalmazott veszélyes technológiák miatt – sok egészségkárosító hatás éri. Egyes cégek farmer termékeiben a megengedettnél több vegyszer (réz, kisebb mértékben nehézfémek) marad, mikor az üzletek polcaira kerül. A felmérés rámutatott a farmernadrágok gyártásából következő környezetterhelésre is, ilyen például a gyapot termesztése során felhasznált víz és vegyszerek, illetve a szállításhoz felhasznált energia. Mindezen veszélyek ellen biztonságot nyújt, ha a farmerszövetet olyan gyártótól vásárolják, amely azt az egészségre káros anyagoktól való mentesség tanúsítására arra illetékes vizsgáló intézettel megvizsgáltatta. A farmerszövetben esetleg bennmaradt káros anyagok viszont – hosszabb idő alatt – a ruhadarab viselőjére is veszélyesek lehetnek, ezért előnyös olyan terméket vásárolni, amelyen egy ilyen tanúsító címke fellelhető (pl. OEKO-TEX).

### Konfekcionálás, kikészítés
A farmernadrágok konfekcionálása (szabása és varrása) lényegében a szokásos konfekcionálási műveletekkel történik. Vannak azonban a farmernadrágokon speciális – a szokványos nadrágoktól eltérő – megoldások, amelyekhez a varrógépgyárak célgépeket fejlesztettek ki. Egy farmernadrág alkatrészeinek egy részét – sok esetben automata gépeken – előre elkészítik (pl. a különböző zsebeket, az övtartókat, derékpántot). Korszerű nagyüzemi konfekcionálási technológia és munkaszervezés mellett egy nadrág varrása átlagosan kb. 13 perc munkaidőt (ún. normaidőt) igényel.
A konfekcionálást enzimes mosás követi. Ennek célja, hogy a nadrág anyagát puhítsa, fogását kellemesebbé tegye, színét kissé világosítsa és optikailag kiemelje a jellegzetes varratokat.
Gyakori eljárás, hogy a kőmosást is a már készre konfekcionált nadrágokon végzik el. Erre a célra speciális mosógépeket fejlesztettek ki, amelyekbe itt is horzsakő-darabokat raknak és amelyekben egyszerre akár 140 nadrág is kezelhető.
Ha a nadrágot már új korában teljesen elhasználódottnak, rongyosnak akarják láttatni - mint ahogy ezt a divat sok esetben igényli -, különlegesen drasztikus kezeléseknek vetik alá: az eredeti szín vegyszeres fakításának, gyűrésnek, erőteljes fémtűs kefélésnek, csiszolópapírral történő dörzsölésnek, homok ráfúvásának stb. Vannak nadrágok, amelyeket előre megszaggatnak. Mindezek a műveletek természetesen jelentős munkaráfordítással járnak, időszükségletük többszörösen meghaladja a tisztán varrási munka normaidejét, így természetesen erőteljesen megemelik a késztermék árát is.

## Farmergyártás Magyarországon
Az 1970-es évek elején még különlegességnek számított, mert csak turista import útján kerülhettek Magyarországra és kezdetben rendkívül drágán lehetett csak hozzájutni egy-egy darabhoz. A hippikorszakhoz képest bő tíz év késéssel a magyar fiatalok körében a Kádár-rendszer konformizmusa elleni lázadás alapkelléke lett a farmeranyagú ruházat. Az 1970-es évek végén a hazai textiliparban is megindultak a kísérletek a farmerszövet gyártására. Először a Kenderfonó és Szövőipari Vállalat szegedi gyárában kísérleteztek vele, de sikertelenül, majd a budakalászi Lenfonó és Szövőipari Vállalat (BUDAFLAX) folytatott vele – immár sikeres – kísérleteket. A gyártás 1978-ban indult. A cég pályázatot hirdetett a szövet elnevezésére és a beérkezett javaslatokból a „Trapper” nevet választották. 450 g/m² területi sűrűségével a szokványos farmerszövetek körébe tartozott (v.ö. a fenti táblázattal). 1979-ben a Trapper farmerszövet díjat nyert a Kiváló Áruk Fórumán. A nadrágokat a hazai konfekcióipar állította elő és azokat részben a hazai piacon értékesítették (volt olyan év, amikor több mint egy millió darabot), részben az akkori KGST országaiban, főleg a Szovjetunióban. Nemcsak a hagyományos „farmerkék” színben készítették, hanem drapp, barna, khaki és fekete színben is. Később láncirányban csíkos és keresztirányban rugalmas szerkezetű farmerszövetet is gyártottak. 1981-ben a Buda-Flax kooperációs szerződést kötött a Lee Cooper céggel, megvásárolta annak gyártási licencét és annak alapján folytatta a gyártást – akkor már nem Trapper, hanem Lee Cooper néven. A nadrágokat az EKISZ Ruházati Szövetkezet ózdi üzemében gyártották ebből az anyagból. 1993-ig állt fenn ez az együttműködés, ekkor – a rendszerváltás következtében – a Buda-Flax elvesztette kelet-európai piacait és később már itthon sem volt versenyképes a termékével. 2005-ben a Trapper farmert újra gyártani kezdték az eredeti szabásminták alapján, de már import szövetből. Azóta farmerszövet-gyártás Magyarországon nem folyik.
Említésre méltó, hogy a Pamuttextilművek székesfehérvári gyára (a későbbi Alba Color) az 1980-as évek végén egy ún. „márványmosási” eljárást fejlesztett ki és szabadalmaztatott a farmerszövetek kikészítésére. Ugyanitt egy lézertechnikával működő berendezéssel mintákat tudtak a farmerszövetre „égetni”.
A Május 1 Ruhagyár 1977-ben a Levi Strauss céggel kötött kooperációs szerződést eredeti farmernadrágok gyártására. A gyártás a vállalat Marcaliban létesített gyárában folyt és ott évente mintegy 800 ezer Levi’s farmernadrágot gyártottak, aminek mintegy egyharmadát belföldön értékesítették. A Levi Strauss cég később, 1989-ben Kiskunhalasra, a volt Halasi Kötöttárugyár egyik épületébe költöztette farmernadrág-gyártó üzemét és a marcali üzemet a német Mustang Jeans farmergyártó cég vette át. Itt 2008 márciusáig folyt ez a munka, ekkor a Mustang megszüntette a magyarországi gyártást és az üzemépületet eladta a Videotonnak.
A kiskunhalasi gyár csak egyike volt a Levi Strauss gyárainak, ezen kívül Lengyelországban, Törökországban, Dél-Afrikában és a Fülöp-szigeteken voltak termelő üzemei. Az USA-ban az 1990-es évtized végén zárta be a gyárát, 2008-ban a Fülöp-szigeteken is megszüntette a gyártást, 2009-ben tehát csak Magyarországon, Lengyelországban, Törökországban és Dél-Afrikában készültek Levi's farmerek. A kiskunhalasi Levi Strauss Magyarország Kft.-nél a gyár virágkorában mintegy 1500-an dolgoztak és évente 2‑2,5 millió darab farmernadrágot állítottak elő, ami az európai termelés (ami a világtermelésnek kb. felét tette ki) 10–15%-át jelentette. 2009-re azonban a Levi Strauss úgy ítélte meg, hogy ‑ részben a nagyon erős konkurencia következtében is ‑ termelését csökkentenie kell, mert a világban túltermelés van a farmernadrágok terén. Ezért úgy döntött, hogy magyarországi gyárát bezárja, mert épp az itt termelt mennyiség az, amennyivel kapacitását le kell építenie. Ennek folytán Kiskunhalason 2009 júniusában sajnos megszűnt ez a nagyon korszerű gépekkel felszerelt, kitűnően szervezett, igen sokféle farmernadrág-típust előállító gyár.
Ma egyébként számos magyar kis- és közepes vállalkozás foglalkozik farmernadrágok és más, farmerszövetből készült termékek gyártásával, de ehhez mindig külföldről beszerzett alapanyagot használnak.

## A farmer és a divat
A 20. században viselt farmernadrágok már nem olyanok, mint amivel Jacob Davis és Levi Strauss megindította ennek a viseletnek a pályafutását, sőt ahhoz képest is sokat változtak, amit az 1950-es években a divat felkapott. Az azóta eltelt évtizedek alatt sokat változott a formai kivitele: volt csőnadrág formája, később a csípőtől lefelé bővülő ún. trapéznadrág, vagy éppen a csípőtől lefelé bővülő, majd a térdtől lefelé ismét szűkülő forma volt divatos. Volt időszak, amikor a térd fölött szoros, a térd alatt bővülő nadrágszár formát kedvelték. Egyszer a nadrág dereka feljebb került, máskor teljesen a csípőre simult. A nadrág mellett az 1970-es években megjelentek a farmerszövetből készült szoknyák, nadrágszoknyák, kötényruhák, mellények, dzsekik, sapkák, táskák, övek, cipőfelsőrészek is, amelyek nemcsak anyagukban, hanem kidolgozásukban, konfekcionálásukban, a varrások megoldásaiban, az alkalmazott díszítőelemekben is többnyire a hagyományos farmernadrágét idézték (fémgombok, fémcsatok, ringlik stb.). A hagyományos „farmerkék” mellett készülnek más színekben is, igazodva a mindenkori divat által diktált színösszeállításokhoz, bár kétségtelen, hogy változatlanul a kék szín dominál.
A klasszikus farmernadrág hasítéka fémgombokkal záródott, ezt sok esetben ma is megtartják, de elterjedten használják a cipzáras záródást is.
Amíg a farmernadrágokat nem kezdték el a gyártási folyamatba beépítve mosni, azok kemények, merevek voltak. Ezen a (főleg fiatal) vásárlók úgy segítettek, hogy az új nadrágban beleültek egy kád vízbe, majd onnan kiszállva hagyták magukon megszáradni a nadrágot, amely a vizes áztatástól megpuhult és egyúttal felvette viselőjének formáját, így kényelmesebbé vált a viselése.

Változatok a farmer öltözékre
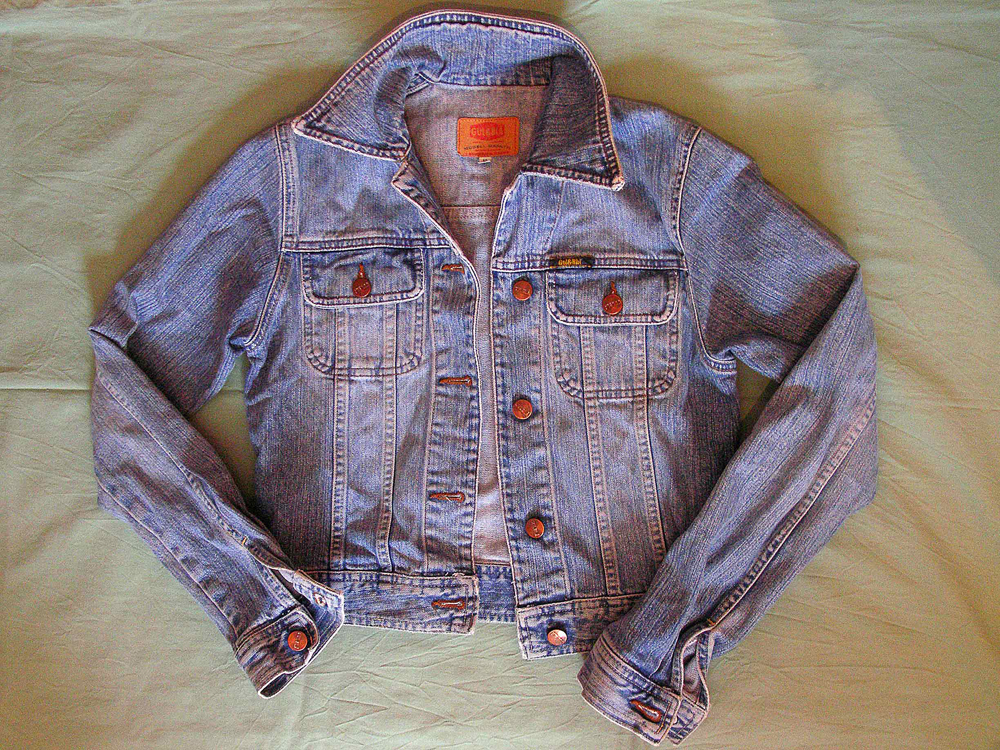
Farmer dzseki
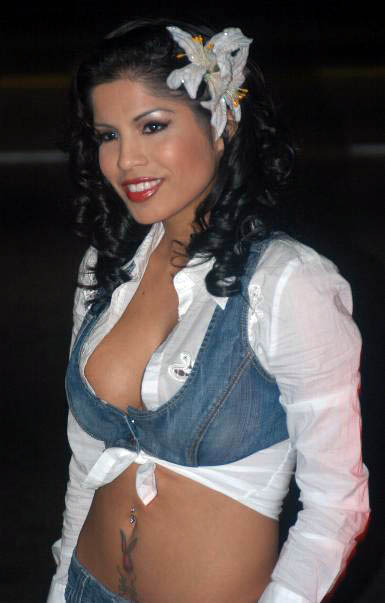
Melltartószerű felsőrész farmerszövetből
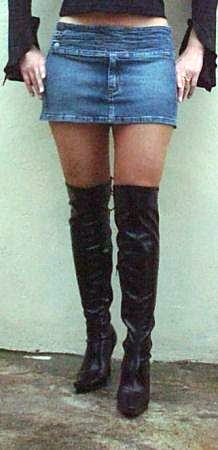
Farmer miniszoknya
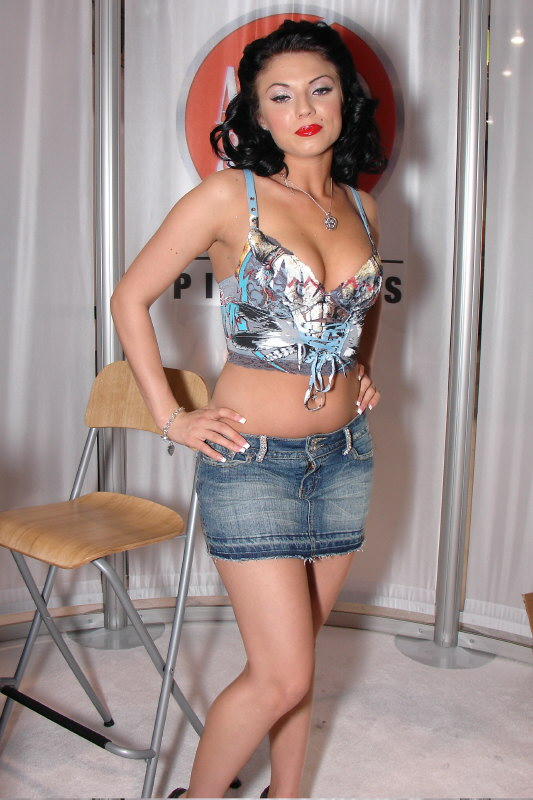
Farmer miniszoknya
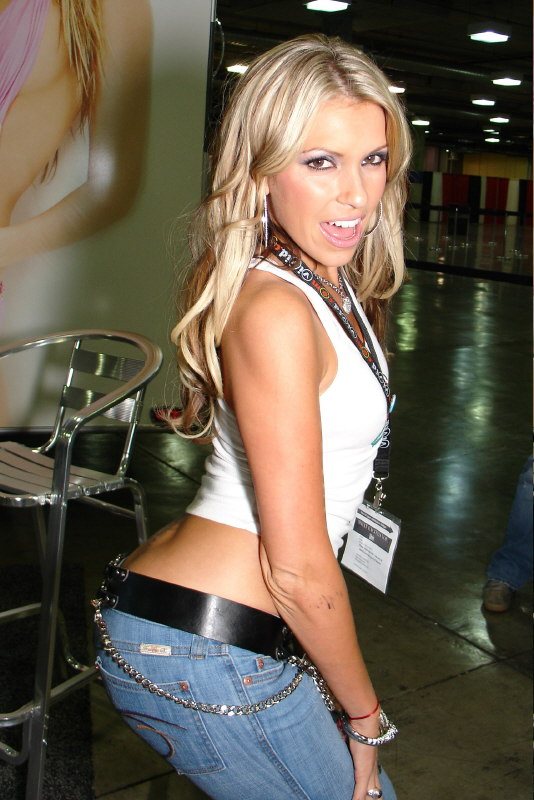
Csípőnadrág
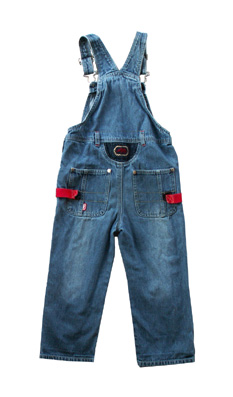
Gyermek kertésznadrág
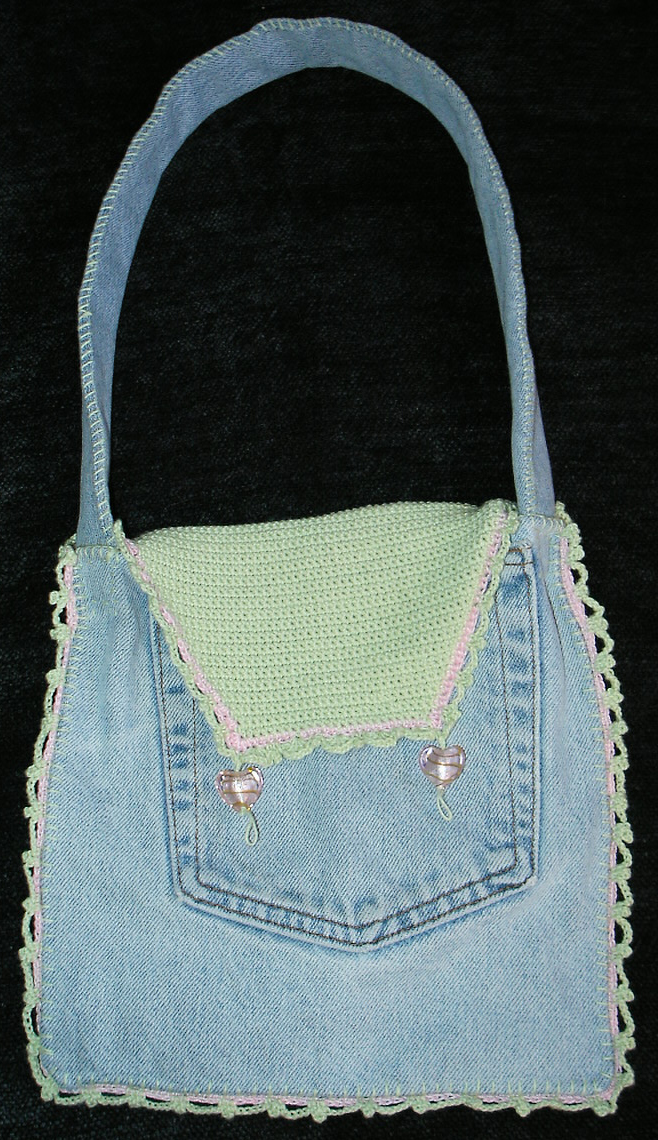
Táska farmerszövetből
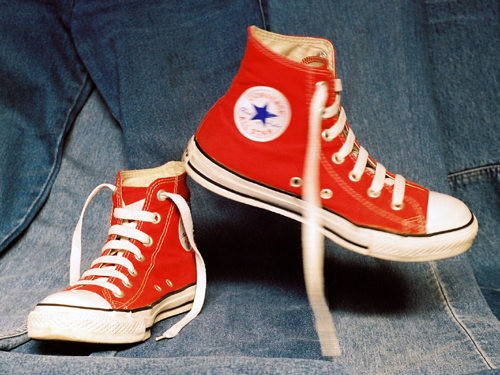
Sportcipő piros farmerszövetből[forrás?]

## A farmer a popzenében
Az angol beat-együttes, a The Swinging Blue Jeans a farmernadrágról kapta a nevét. Több dalszerzőt is megihletett a ruhadarab, az amerikai kultúra részévé váló farmer a popzene elengedhetetlen eleme lett. Énekelt róla Madonna, Janis Joplin, Billy Joel, Bruce Springsteen és Jon Bon Jovi is. Magyarországon Somló Tamás és Laux József „Kék farmer” és Delhusa Gjon „Mindenem a farmerem” címmel írt róla dalt. De valószínűleg még híresebb-hírhedtebb a Skorpió együttes „A folyóparton ülve” című számának ez a sora (Papp Tamástól): „Farmergatyám vége belelóg a vízbe.”

## A farmer a szépirodalomban
Dániel Anna Hiányzik Szecső című 1973-as ifjúsági regényében Lujzi arról beszél Katának, hogy az apja utálja a hosszú hajú barátját, majd ezt mondja: „Egy másik srác ellen az volt a kifogás, hogy farmerben jött. Hát miben jöjjön. Frakkban?”.
Vészi Endre 1983-as hangjátékának címe Jóisten farmerban. A műben valóban a farmert és piros garbót viselő Isten (a hangjátékban: fiatal férfi) jelenik meg a haldokló Róza kórházi ágyánál.